# 葛雷姆林

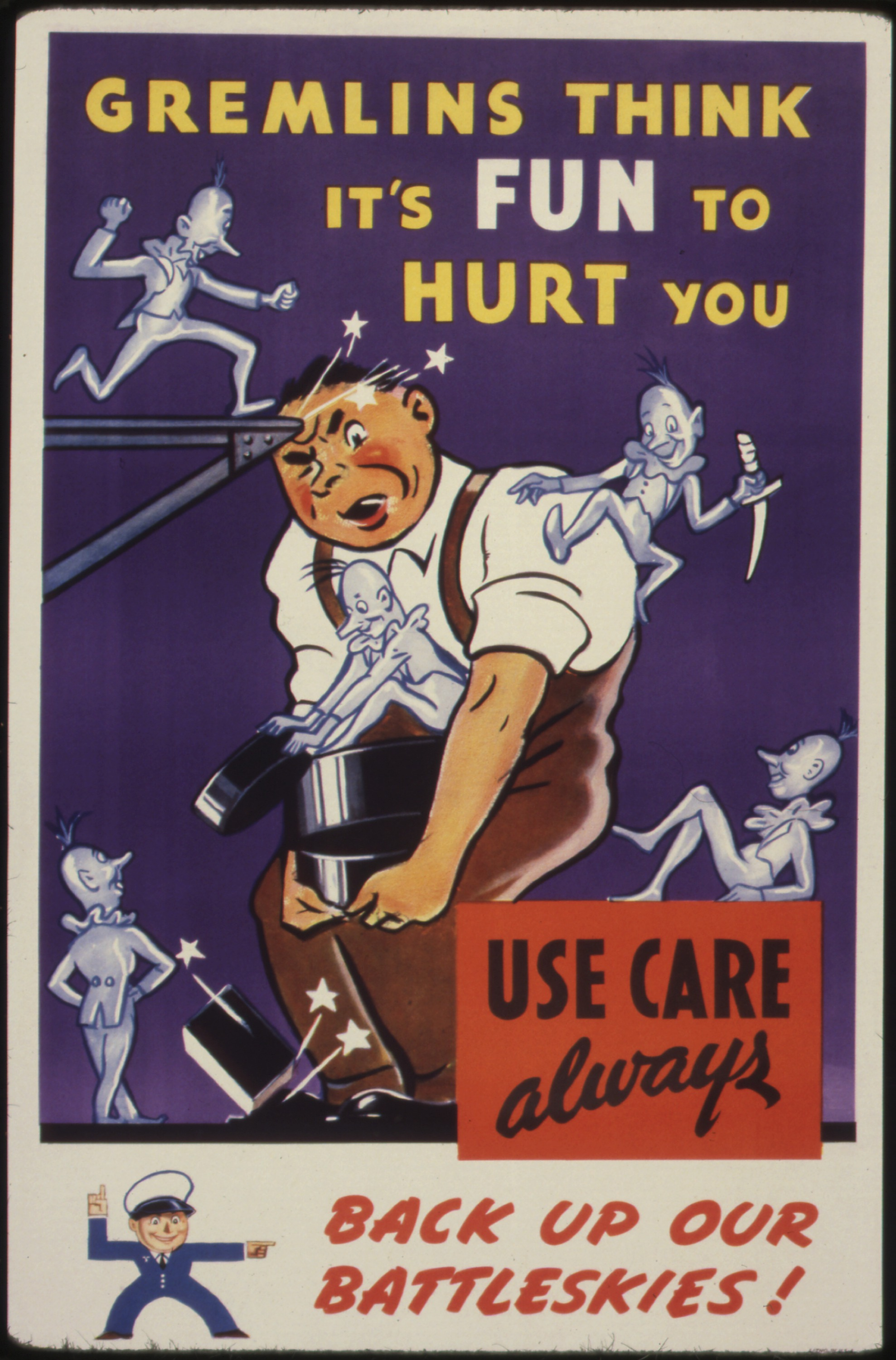
一份二戰時期的宣導海報，以葛雷姆林象徵防不慎防的工傷意外。

葛雷姆林（英語：Gremlin）是一種起源於20世紀初工業社會的傳說鬼怪，一般被描繪為嬌小、成群結隊、好惡作劇，類似哥布林的形象。人們認為牠們以工廠為家，擅長使機械故障或製造工傷意外。有關葛雷姆林的傳說發源於1920年代英國駐馬爾他、中東、印度等殖民地區的英國皇家空軍飛行員社群，他們相信葛雷姆林是造成飛機不明原因故障的罪魁禍首。隨著二戰時期軍事工業受到重視，葛雷姆林透過作家文學與宣傳海報等媒體逐漸為世人所知。

## 起源
有關Gremlin一詞的起源眾說紛紜。歷史語言學家約翰·W·海森（John W. Hazen）認為Gremlin來自古英語gremian，意為「一些人」；卡蘿爾·羅斯（Carol Rose）則在《鬼魂、妖精、精靈與哥布林百科》（Spirits, Fairies, Leprechauns, and Goblins: An Encyclopedia）一書中指出，Gremlin是一個混成詞，來源於「格林童話」（Grimm's Fairy Tales）與弗雷姆林啤酒廠」（Fremlin Beer）。
1938年，飛行員波林·戈爾的小說《ATA：有翼的女人》（ATA: Women with Wings）是最早提及葛雷姆林的文字記載之一。在故事中，葛雷姆林的王國位於蘇格蘭，牠們會趁飛行員不注意時，以剪刀切斷戰鬥機上的電線。1942年，休伯特·格里菲斯（Hubert Griffith）於4月18日雙週刊《皇家空軍雜誌》上亦發表一篇有關葛雷姆林的故事，據稱該故事改編自1940年不列顛戰役噴火戰鬥機飛行員之間的口述傳說。
二戰時期，葛雷姆林傳說在英國皇家空軍部隊廣為流傳。機組人員將不明原因引發的飛機故障歸咎於葛雷姆林的搗亂，認為牠們的真面目是敵軍的奸細。然而經調查得知，敵軍陣營也常發生類似的不明機械故障。是此，葛雷姆林被認為是一中立的，純粹為搗亂而作惡的妖精。民俗學家約翰·W·海森與歷史學家馬林·布雷西（Marlin Bressi）認為，葛雷姆林傳說表面上是責任推卸，但是透過將人為意外怪罪給虛構的葛雷姆林，飛行員與機組人員之間的矛盾得以化解，進一步提升士氣，並間接促成英國空軍在不列顛戰役的勝利。